# 키르기스스탄 축구 국가대표팀
키르기스스탄 축구 국가대표팀(키르기스어: Кыргызстан улуттук футбол курамасы, 러시아어: Сборная Киргизии по футболу)은 키르기스스탄을 대표하는 축구 국가대표팀으로 키르기스스탄 축구 연맹에서 관리하며 중앙 아시아의 복병으로 손꼽힌다. 1992년 9월 26일 카자흐스탄과의 국제 A매치 첫 경기에서 1-1로 비겼으며 현재 돌렌 오무르자코프 스타디움을 홈 구장으로 사용하고 있다.

## 국제 대회 경력

### FIFA 월드컵
2026년 FIFA 월드컵 아시아 지역 2차 예선 6경기에서 3승 1무 2패·D조 2위로 사상 첫 월드컵 아시아 지역 최종 예선 진출을 확정지으며 키르기스스탄 축구 역사상 월드컵 아시아 지역 예선 역대 최고 성적을 거두었다.

### AFC 아시안컵
아시안컵 본선에는 2번 진출하여 처음으로 출전한 2019년 대회에서 16강에 오르는 돌풍을 일으키며 월드컵과 아시안컵을 통틀어 키르기스스탄 축구 역사상 메이저 대회 역대 최고 성적을 거두었다.

### AFC 챌린지컵
챌린지컵 본선에는 3번 출전하여 초대 대회인 2006년 대회에서 2006년 AFC 청소년 축구 선수권 대회 예선을 통과한 선수들로 구성되었음에도 준결승 진출의 성과를 거두었다. 물론 나머지 2번의 대회(2010년, 2014년)에서 모두 조별리그에서 탈락했으나 2010년 대회에서는 인도를 첫 경기에서 2-1로 꺾었고 2014년 대회에서는 미얀마를 조별리그 최종전에서 1-0으로 물리쳤다.

## 기타 국제 대회 경력
2000년 서아시아 축구 선수권 대회에 초청팀 자격으로 출전하여 조별리그 탈락의 쓴 잔을 마셨으나 북키프로스에서 열린 2006년 엘프컵에서는 3위에 입상했으며 U-23 대표팀으로 출전한 2017년 아체 세계 솔리대리티 쓰나미컵에서는 개최국 인도네시아를 누르고 우승을 차지했다.

## FIFA 월드컵
| FIFA 월드컵 본선 기록 | FIFA 월드컵 본선 기록 | FIFA 월드컵 본선 기록 | FIFA 월드컵 본선 기록 | FIFA 월드컵 본선 기록 | FIFA 월드컵 본선 기록 | FIFA 월드컵 본선 기록 | FIFA 월드컵 본선 기록 | FIFA 월드컵 본선 기록 | FIFA 월드컵 본선 기록 | FIFA 월드컵 예선 기록 | FIFA 월드컵 예선 기록                       | FIFA 월드컵 예선 기록                       | FIFA 월드컵 예선 기록                       | FIFA 월드컵 예선 기록                       | FIFA 월드컵 예선 기록                       | FIFA 월드컵 예선 기록                       |                                             |
| 년도                  | 결과                  | 순위                  | 경기                  | 승                    | 무*                   | 패                    | 득점                  | 실점                  | 승점                  | 경기                  | 승                                          | 무*                                         | 패                                          | 득점                                        | 실점                                        | 승점                                        |                                             |
| --------------------- | --------------------- | --------------------- | --------------------- | --------------------- | --------------------- | --------------------- | --------------------- | --------------------- | --------------------- | --------------------- | ------------------------------------------- | ------------------------------------------- | ------------------------------------------- | ------------------------------------------- | ------------------------------------------- | ------------------------------------------- | ------------------------------------------- |
| 1930년                | 소련으로 참가         | 소련으로 참가         | 소련으로 참가         | 소련으로 참가         | 소련으로 참가         | 소련으로 참가         | 소련으로 참가         | 소련으로 참가         | 소련으로 참가         | 소련으로 참가         | 소련으로 참가                               | 소련으로 참가                               | 소련으로 참가                               | 소련으로 참가                               | 소련으로 참가                               | 소련으로 참가                               |                                             |
| 1934년                | 소련으로 참가         | 소련으로 참가         | 소련으로 참가         | 소련으로 참가         | 소련으로 참가         | 소련으로 참가         | 소련으로 참가         | 소련으로 참가         | 소련으로 참가         | 소련으로 참가         | 소련으로 참가                               | 소련으로 참가                               | 소련으로 참가                               | 소련으로 참가                               | 소련으로 참가                               | 소련으로 참가                               |                                             |
| 1938년                | 소련으로 참가         | 소련으로 참가         | 소련으로 참가         | 소련으로 참가         | 소련으로 참가         | 소련으로 참가         | 소련으로 참가         | 소련으로 참가         | 소련으로 참가         | 소련으로 참가         | 소련으로 참가                               | 소련으로 참가                               | 소련으로 참가                               | 소련으로 참가                               | 소련으로 참가                               | 소련으로 참가                               |                                             |
| 1950년                | 소련으로 참가         | 소련으로 참가         | 소련으로 참가         | 소련으로 참가         | 소련으로 참가         | 소련으로 참가         | 소련으로 참가         | 소련으로 참가         | 소련으로 참가         | 소련으로 참가         | 소련으로 참가                               | 소련으로 참가                               | 소련으로 참가                               | 소련으로 참가                               | 소련으로 참가                               | 소련으로 참가                               |                                             |
| 1954년                | 소련으로 참가         | 소련으로 참가         | 소련으로 참가         | 소련으로 참가         | 소련으로 참가         | 소련으로 참가         | 소련으로 참가         | 소련으로 참가         | 소련으로 참가         | 소련으로 참가         | 소련으로 참가                               | 소련으로 참가                               | 소련으로 참가                               | 소련으로 참가                               | 소련으로 참가                               | 소련으로 참가                               |                                             |
| 1958년                | 소련으로 참가         | 소련으로 참가         | 소련으로 참가         | 소련으로 참가         | 소련으로 참가         | 소련으로 참가         | 소련으로 참가         | 소련으로 참가         | 소련으로 참가         | 소련으로 참가         | 소련으로 참가                               | 소련으로 참가                               | 소련으로 참가                               | 소련으로 참가                               | 소련으로 참가                               | 소련으로 참가                               |                                             |
| 1962년                | 소련으로 참가         | 소련으로 참가         | 소련으로 참가         | 소련으로 참가         | 소련으로 참가         | 소련으로 참가         | 소련으로 참가         | 소련으로 참가         | 소련으로 참가         | 소련으로 참가         | 소련으로 참가                               | 소련으로 참가                               | 소련으로 참가                               | 소련으로 참가                               | 소련으로 참가                               | 소련으로 참가                               |                                             |
| 1966년                | 소련으로 참가         | 소련으로 참가         | 소련으로 참가         | 소련으로 참가         | 소련으로 참가         | 소련으로 참가         | 소련으로 참가         | 소련으로 참가         | 소련으로 참가         | 소련으로 참가         | 소련으로 참가                               | 소련으로 참가                               | 소련으로 참가                               | 소련으로 참가                               | 소련으로 참가                               | 소련으로 참가                               |                                             |
| 1970년                | 소련으로 참가         | 소련으로 참가         | 소련으로 참가         | 소련으로 참가         | 소련으로 참가         | 소련으로 참가         | 소련으로 참가         | 소련으로 참가         | 소련으로 참가         | 소련으로 참가         | 소련으로 참가                               | 소련으로 참가                               | 소련으로 참가                               | 소련으로 참가                               | 소련으로 참가                               | 소련으로 참가                               |                                             |
| 1974년                | 소련으로 참가         | 소련으로 참가         | 소련으로 참가         | 소련으로 참가         | 소련으로 참가         | 소련으로 참가         | 소련으로 참가         | 소련으로 참가         | 소련으로 참가         | 소련으로 참가         | 소련으로 참가                               | 소련으로 참가                               | 소련으로 참가                               | 소련으로 참가                               | 소련으로 참가                               | 소련으로 참가                               |                                             |
| 1978년                | 소련으로 참가         | 소련으로 참가         | 소련으로 참가         | 소련으로 참가         | 소련으로 참가         | 소련으로 참가         | 소련으로 참가         | 소련으로 참가         | 소련으로 참가         | 소련으로 참가         | 소련으로 참가                               | 소련으로 참가                               | 소련으로 참가                               | 소련으로 참가                               | 소련으로 참가                               | 소련으로 참가                               |                                             |
| 1982년                | 소련으로 참가         | 소련으로 참가         | 소련으로 참가         | 소련으로 참가         | 소련으로 참가         | 소련으로 참가         | 소련으로 참가         | 소련으로 참가         | 소련으로 참가         | 소련으로 참가         | 소련으로 참가                               | 소련으로 참가                               | 소련으로 참가                               | 소련으로 참가                               | 소련으로 참가                               | 소련으로 참가                               |                                             |
| 1986년                | 소련으로 참가         | 소련으로 참가         | 소련으로 참가         | 소련으로 참가         | 소련으로 참가         | 소련으로 참가         | 소련으로 참가         | 소련으로 참가         | 소련으로 참가         | 소련으로 참가         | 소련으로 참가                               | 소련으로 참가                               | 소련으로 참가                               | 소련으로 참가                               | 소련으로 참가                               | 소련으로 참가                               |                                             |
| 1990년                | 소련으로 참가         | 소련으로 참가         | 소련으로 참가         | 소련으로 참가         | 소련으로 참가         | 소련으로 참가         | 소련으로 참가         | 소련으로 참가         | 소련으로 참가         | 소련으로 참가         | 소련으로 참가                               | 소련으로 참가                               | 소련으로 참가                               | 소련으로 참가                               | 소련으로 참가                               | 소련으로 참가                               |                                             |
| 1994년                | 없음                  | 없음                  | 없음                  | 없음                  | 없음                  | 없음                  | 없음                  | 없음                  | 없음                  | 없음                  | 없음                                        | 없음                                        | 없음                                        | 없음                                        | 없음                                        | 없음                                        |                                             |
| 1998년                | 예선 탈락             | 예선 탈락             | 예선 탈락             | 예선 탈락             | 예선 탈락             | 예선 탈락             | 예선 탈락             | 예선 탈락             | 예선 탈락             | 5                     | 3                                           | 0                                           | 2                                           | 12                                          | 11                                          | 9                                           |                                             |
| 2002년                | 예선 탈락             | 예선 탈락             | 예선 탈락             | 예선 탈락             | 예선 탈락             | 예선 탈락             | 예선 탈락             | 예선 탈락             | 예선 탈락             | 6                     | 1                                           | 1                                           | 4                                           | 3                                           | 9                                           | 4                                           |                                             |
| 2006년                | 예선 탈락             | 예선 탈락             | 예선 탈락             | 예선 탈락             | 예선 탈락             | 예선 탈락             | 예선 탈락             | 예선 탈락             | 예선 탈락             | 8                     | 3                                           | 1                                           | 4                                           | 11                                          | 12                                          | 10                                          |                                             |
| 2010년                | 예선 탈락             | 예선 탈락             | 예선 탈락             | 예선 탈락             | 예선 탈락             | 예선 탈락             | 예선 탈락             | 예선 탈락             | 예선 탈락             | 2                     | 1                                           | 0                                           | 1                                           | 2                                           | 2                                           | 3                                           |                                             |
| 2014년                | 예선 탈락             | 예선 탈락             | 예선 탈락             | 예선 탈락             | 예선 탈락             | 예선 탈락             | 예선 탈락             | 예선 탈락             | 예선 탈락             | 2                     | 0                                           | 0                                           | 2                                           | 0                                           | 7                                           | 0                                           |                                             |
| 2018년                | 예선 탈락             | 예선 탈락             | 예선 탈락             | 예선 탈락             | 예선 탈락             | 예선 탈락             | 예선 탈락             | 예선 탈락             | 예선 탈락             | 8                     | 4                                           | 2                                           | 2                                           | 10                                          | 8                                           | 14                                          |                                             |
| 2022년                | 예선 탈락             | 예선 탈락             | 예선 탈락             | 예선 탈락             | 예선 탈락             | 예선 탈락             | 예선 탈락             | 예선 탈락             | 예선 탈락             | 8                     | 3                                           | 1                                           | 4                                           | 19                                          | 12                                          | 14                                          |                                             |
| 2026년                | 미정                  | 미정                  | 미정                  | 미정                  | 미정                  | 미정                  | 미정                  | 미정                  | 미정                  | 진행중                | 진행중                                      | 진행중                                      | 진행중                                      | 진행중                                      | 진행중                                      | 진행중                                      |                                             |
| 2030년                | 미정                  | 미정                  | 미정                  | 미정                  | 미정                  | 미정                  | 미정                  | 미정                  | 미정                  | 미정                  | 미정                                        | 미정                                        | 미정                                        | 미정                                        | 미정                                        | 미정                                        |                                             |
| 2034년                | 미정                  | 미정                  | 미정                  | 미정                  | 미정                  | 미정                  | 미정                  | 미정                  | 미정                  | 미정                  | 미정                                        | 미정                                        | 미정                                        | 미정                                        | 미정                                        | 미정                                        |                                             |
| 합계                  |                       |                       |                       |                       |                       |                       |                       |                       |                       | 39                    | 15                                          | 6                                           | 19                                          | 57                                          | 61                                          | 54                                          |                                             |
| 순위                  |                       |                       |                       |                       |                       |                       |                       |                       |                       |                       | 월드컵 예선 승점 순위 : 136위 (아시아 27위) | 월드컵 예선 승점 순위 : 136위 (아시아 27위) | 월드컵 예선 승점 순위 : 136위 (아시아 27위) | 월드컵 예선 승점 순위 : 136위 (아시아 27위) | 월드컵 예선 승점 순위 : 136위 (아시아 27위) | 월드컵 예선 승점 순위 : 136위 (아시아 27위) | 월드컵 예선 승점 순위 : 136위 (아시아 27위) |

## AFC 아시안컵
| AFC 아시안컵 본선 기록 | AFC 아시안컵 본선 기록        | AFC 아시안컵 본선 기록        | AFC 아시안컵 본선 기록        | AFC 아시안컵 본선 기록        | AFC 아시안컵 본선 기록        | AFC 아시안컵 본선 기록        | AFC 아시안컵 본선 기록        | AFC 아시안컵 본선 기록        | AFC 아시안컵 본선 기록        | AFC 아시안컵 예선 기록                | AFC 아시안컵 예선 기록                | AFC 아시안컵 예선 기록                | AFC 아시안컵 예선 기록                | AFC 아시안컵 예선 기록                | AFC 아시안컵 예선 기록                | AFC 아시안컵 예선 기록                |
| 년도                   | 결과                          | 순위                          | 경기                          | 승                            | 무*                           | 패                            | 득점                          | 실점                          | 승점                          | 경기                                  | 승                                    | 무*                                   | 패                                    | 득점                                  | 실점                                  | 승점                                  |
| ---------------------- | ----------------------------- | ----------------------------- | ----------------------------- | ----------------------------- | ----------------------------- | ----------------------------- | ----------------------------- | ----------------------------- | ----------------------------- | ------------------------------------- | ------------------------------------- | ------------------------------------- | ------------------------------------- | ------------------------------------- | ------------------------------------- | ------------------------------------- |
| 1956년                 | 없음(소련의 일원)             | 없음(소련의 일원)             | 없음(소련의 일원)             | 없음(소련의 일원)             | 없음(소련의 일원)             | 없음(소련의 일원)             | 없음(소련의 일원)             | 없음(소련의 일원)             | 없음(소련의 일원)             | 없음(소련의 일원)                     | 없음(소련의 일원)                     | 없음(소련의 일원)                     | 없음(소련의 일원)                     | 없음(소련의 일원)                     | 없음(소련의 일원)                     | 없음(소련의 일원)                     |
| 1960년                 | 없음(소련의 일원)             | 없음(소련의 일원)             | 없음(소련의 일원)             | 없음(소련의 일원)             | 없음(소련의 일원)             | 없음(소련의 일원)             | 없음(소련의 일원)             | 없음(소련의 일원)             | 없음(소련의 일원)             | 없음(소련의 일원)                     | 없음(소련의 일원)                     | 없음(소련의 일원)                     | 없음(소련의 일원)                     | 없음(소련의 일원)                     | 없음(소련의 일원)                     | 없음(소련의 일원)                     |
| 1964년                 | 없음(소련의 일원)             | 없음(소련의 일원)             | 없음(소련의 일원)             | 없음(소련의 일원)             | 없음(소련의 일원)             | 없음(소련의 일원)             | 없음(소련의 일원)             | 없음(소련의 일원)             | 없음(소련의 일원)             | 없음(소련의 일원)                     | 없음(소련의 일원)                     | 없음(소련의 일원)                     | 없음(소련의 일원)                     | 없음(소련의 일원)                     | 없음(소련의 일원)                     | 없음(소련의 일원)                     |
| 1968년                 | 없음(소련의 일원)             | 없음(소련의 일원)             | 없음(소련의 일원)             | 없음(소련의 일원)             | 없음(소련의 일원)             | 없음(소련의 일원)             | 없음(소련의 일원)             | 없음(소련의 일원)             | 없음(소련의 일원)             | 없음(소련의 일원)                     | 없음(소련의 일원)                     | 없음(소련의 일원)                     | 없음(소련의 일원)                     | 없음(소련의 일원)                     | 없음(소련의 일원)                     | 없음(소련의 일원)                     |
| 1972년                 | 없음(소련의 일원)             | 없음(소련의 일원)             | 없음(소련의 일원)             | 없음(소련의 일원)             | 없음(소련의 일원)             | 없음(소련의 일원)             | 없음(소련의 일원)             | 없음(소련의 일원)             | 없음(소련의 일원)             | 없음(소련의 일원)                     | 없음(소련의 일원)                     | 없음(소련의 일원)                     | 없음(소련의 일원)                     | 없음(소련의 일원)                     | 없음(소련의 일원)                     | 없음(소련의 일원)                     |
| 1976년                 | 없음(소련의 일원)             | 없음(소련의 일원)             | 없음(소련의 일원)             | 없음(소련의 일원)             | 없음(소련의 일원)             | 없음(소련의 일원)             | 없음(소련의 일원)             | 없음(소련의 일원)             | 없음(소련의 일원)             | 없음(소련의 일원)                     | 없음(소련의 일원)                     | 없음(소련의 일원)                     | 없음(소련의 일원)                     | 없음(소련의 일원)                     | 없음(소련의 일원)                     | 없음(소련의 일원)                     |
| 1980년                 | 없음(소련의 일원)             | 없음(소련의 일원)             | 없음(소련의 일원)             | 없음(소련의 일원)             | 없음(소련의 일원)             | 없음(소련의 일원)             | 없음(소련의 일원)             | 없음(소련의 일원)             | 없음(소련의 일원)             | 없음(소련의 일원)                     | 없음(소련의 일원)                     | 없음(소련의 일원)                     | 없음(소련의 일원)                     | 없음(소련의 일원)                     | 없음(소련의 일원)                     | 없음(소련의 일원)                     |
| 1984년                 | 없음(소련의 일원)             | 없음(소련의 일원)             | 없음(소련의 일원)             | 없음(소련의 일원)             | 없음(소련의 일원)             | 없음(소련의 일원)             | 없음(소련의 일원)             | 없음(소련의 일원)             | 없음(소련의 일원)             | 없음(소련의 일원)                     | 없음(소련의 일원)                     | 없음(소련의 일원)                     | 없음(소련의 일원)                     | 없음(소련의 일원)                     | 없음(소련의 일원)                     | 없음(소련의 일원)                     |
| 1988년                 | 없음(소련의 일원)             | 없음(소련의 일원)             | 없음(소련의 일원)             | 없음(소련의 일원)             | 없음(소련의 일원)             | 없음(소련의 일원)             | 없음(소련의 일원)             | 없음(소련의 일원)             | 없음(소련의 일원)             | 없음(소련의 일원)                     | 없음(소련의 일원)                     | 없음(소련의 일원)                     | 없음(소련의 일원)                     | 없음(소련의 일원)                     | 없음(소련의 일원)                     | 없음(소련의 일원)                     |
| 1992년                 | 없음(소련의 일원)             | 없음(소련의 일원)             | 없음(소련의 일원)             | 없음(소련의 일원)             | 없음(소련의 일원)             | 없음(소련의 일원)             | 없음(소련의 일원)             | 없음(소련의 일원)             | 없음(소련의 일원)             | 없음(독립국가연합으로 유로 대회 참가) | 없음(독립국가연합으로 유로 대회 참가) | 없음(독립국가연합으로 유로 대회 참가) | 없음(독립국가연합으로 유로 대회 참가) | 없음(독립국가연합으로 유로 대회 참가) | 없음(독립국가연합으로 유로 대회 참가) | 없음(독립국가연합으로 유로 대회 참가) |
| 1996년                 | 예선 탈락                     | 예선 탈락                     | 예선 탈락                     | 예선 탈락                     | 예선 탈락                     | 예선 탈락                     | 예선 탈락                     | 예선 탈락                     | 예선 탈락                     | 4                                     | 1                                     | 0                                     | 3                                     | 3                                     | 7                                     | 3                                     |
| 2000년                 | 예선 탈락                     | 예선 탈락                     | 예선 탈락                     | 예선 탈락                     | 예선 탈락                     | 예선 탈락                     | 예선 탈락                     | 예선 탈락                     | 예선 탈락                     | 3                                     | 0                                     | 0                                     | 3                                     | 3                                     | 11                                    | 0                                     |
| 2004년                 | 예선 탈락                     | 예선 탈락                     | 예선 탈락                     | 예선 탈락                     | 예선 탈락                     | 예선 탈락                     | 예선 탈락                     | 예선 탈락                     | 예선 탈락                     | 2                                     | 1                                     | 0                                     | 1                                     | 3                                     | 2                                     | 3                                     |
| 2007년                 | 예선 탈락                     | 예선 탈락                     | 예선 탈락                     | 예선 탈락                     | 예선 탈락                     | 예선 탈락                     | 예선 탈락                     | 예선 탈락                     | 예선 탈락                     | AFC 챌린지컵 배정                     | AFC 챌린지컵 배정                     | AFC 챌린지컵 배정                     | AFC 챌린지컵 배정                     | AFC 챌린지컵 배정                     | AFC 챌린지컵 배정                     | AFC 챌린지컵 배정                     |
| 2011년                 | 예선 탈락                     | 예선 탈락                     | 예선 탈락                     | 예선 탈락                     | 예선 탈락                     | 예선 탈락                     | 예선 탈락                     | 예선 탈락                     | 예선 탈락                     | AFC 챌린지컵 배정                     | AFC 챌린지컵 배정                     | AFC 챌린지컵 배정                     | AFC 챌린지컵 배정                     | AFC 챌린지컵 배정                     | AFC 챌린지컵 배정                     | AFC 챌린지컵 배정                     |
| 2015년                 | 예선 탈락                     | 예선 탈락                     | 예선 탈락                     | 예선 탈락                     | 예선 탈락                     | 예선 탈락                     | 예선 탈락                     | 예선 탈락                     | 예선 탈락                     | AFC 챌린지컵 배정                     | AFC 챌린지컵 배정                     | AFC 챌린지컵 배정                     | AFC 챌린지컵 배정                     | AFC 챌린지컵 배정                     | AFC 챌린지컵 배정                     | AFC 챌린지컵 배정                     |
| 2019년                 | 16강                          | 15위                          | 4                             | 1                             | 0                             | 3                             | 6                             | 7                             | 7                             | 14                                    | 8                                     | 3                                     | 3                                     | 24                                    | 16                                    | 27                                    |
| 2023년                 | 조별 리그                     | 20위                          | 3                             | 0                             | 1                             | 2                             | 1                             | 5                             | 1                             | 11                                    | 5                                     | 2                                     | 4                                     | 23                                    | 14                                    | 17                                    |
| 2027년                 | 미정                          | 미정                          | 미정                          | 미정                          | 미정                          | 미정                          | 미정                          | 미정                          | 미정                          | 진행중                                | 진행중                                | 진행중                                | 진행중                                | 진행중                                | 진행중                                | 진행중                                |
| 합계                   | 2회 진출(2/8)                 | 15위(1회)                     | 7                             | 1                             | 1                             | 5                             | 7                             | 12                            | 4                             | 34                                    | 15                                    | 5                                     | 14                                    | 56                                    | 50                                    | 50                                    |
| 순위                   | AFC 아시안컵 역대 순위 : 28위 | AFC 아시안컵 역대 순위 : 28위 | AFC 아시안컵 역대 순위 : 28위 | AFC 아시안컵 역대 순위 : 28위 | AFC 아시안컵 역대 순위 : 28위 | AFC 아시안컵 역대 순위 : 28위 | AFC 아시안컵 역대 순위 : 28위 | AFC 아시안컵 역대 순위 : 28위 | AFC 아시안컵 역대 순위 : 28위 |                                       |                                       |                                       |                                       |                                       |                                       |                                       |

### AFC 챌린지컵
| 년도   | 결과        | 경기      | 승        | 무*       | 패        | 득점      | 실점      | 승점      |
| ------ | ----------- | --------- | --------- | --------- | --------- | --------- | --------- | --------- |
| 2006년 | 준결승      | 5         | 3         | 0         | 2         | 4         | 3         | 9         |
| 2008년 | 예선 탈락   | 예선 탈락 | 예선 탈락 | 예선 탈락 | 예선 탈락 | 예선 탈락 | 예선 탈락 | 예선 탈락 |
| 2010년 | 조별리그    | 3         | 1         | 0         | 2         | 2         | 6         | 3         |
| 2012년 | 예선 탈락   | 예선 탈락 | 예선 탈락 | 예선 탈락 | 예선 탈락 | 예선 탈락 | 예선 탈락 | 예선 탈락 |
| 2014년 | 조별리그    | 3         | 1         | 0         | 2         | 1         | 3         | 3         |
| 합계   | 준결승(1회) | 11        | 5         | 0         | 6         | 7         | 12        | 15        |

## 주요 선수
- 발레리 키친
- 파벨 마티아슈
- 에드가르 베른하르트
- 카이라트 지르갈베크 울루
- 미를란 무르자예프
- 비탈리 룩스
- 아자마트 바이마토프
- 타미를란 코주바예프